# Кам'янська волость (Куп'янський повіт)
Кам'янська волость — історична адміністративно-територіальна одиниця Куп'янського повіту Харківської губернії з центром у слободі Кам'янка.
Станом на 1885 рік складалася з 25 поселень, 22 сільських громад. Населення — 13 185 осіб (6511 чоловічої статі та 6674 — жіночої), 2136 дворових господарств.
|                     | Площа, десятин | У тому числі орної, дес. |
| ------------------- | -------------- | ------------------------ |
| Сільських громад    | 28809          | 18731                    |
| Приватної власності | 18362          | 7959                     |
| Іншої власності     | 264            | 219                      |
| Загалом             | 47435          | 26909                    |

Поселення волості:
- Кам'янка — колишня державна слобода при річці Оскіл за 45 верст від повітового міста, 5099 осіб, 805 дворів, православна церква, школа, богодільня, 2 постоялих двори, 3 лавки, 5 ярмарки на рік.
- Колодязне — колишня власницька і державна слобода при річці Колодязній, 1391 особа, 237 дворів, православна церква, школа, 3 лавки.
- Новогеоргіївка (Крамарська) — колишня власницька слобода, 268 осіб, 30 дворів, православна церква.
- Одрадне — колишня власницька слобода, 224 особи, 38 дворів, православна церква.
- Терни — колишній державний хутір, 919 осіб, 131 двір.
- Тополі —колишня державна слобода при річці Оскіл, 3301 особа, 585 дворів, православна церква, школа, 2 ярмарки на рік